# 新潟県立西川竹園高等学校
新潟県立西川竹園高等学校（にいがたけんりつ にしかわたけそのこうとうがっこう、英: Niigata Prefectural Nishikawa Takesono High School）は、かつて新潟県新潟市西蒲区魲にあった県立高等学校。新潟県立巻総合高等学校との統合により、2016年（平成28年）3月末に閉校した。通称は「竹園（たけその）」。

## 設置学科
- 普通科
- 生活文化科

## 沿革
- 1967年（昭和42年）4月1日 - 開校。
- 2016年（平成28年）3月31日 - 閉校。 ※証明書発行等事務は新潟県立巻総合高等学校が継承する。

## 校訓
- 『清らかに、朗らかに、健やかに』

## 教育目標
- たくましく自主性のある人間の育成
- 調和のとれた個性豊かな人間の育成
- 相互の敬愛と協力により社会の発展につとめる人間の育成

## 校歌
作詞：山岸徳平、作曲：中村太郎

## アクセス
- JR東日本越後線越後曽根駅 徒歩10分

## 学校行事
- 4月 - 入学式、1学期始業式、対面式
- 5月 - 中間考査
- 6月 - 体育祭、就職心得説明会、個別面談
- 7月 - 期末考査、1学期終業式
- 8月 - 2学期始業式
- 9月 - 3年進路ガイダンス
- 10月 - 中間考査、3年福祉コース校外実習
- 11月 - 爽林祭（文化祭）、2年修学旅行、1・3年校外学習
- 12月 - 期末考査、レクリェーション大会、2学期終業式
- 1月 - 3学期始業式、1年スキー実習
- 3月 - 学年末考査、卒業式、一般入試・二次募集、3学期終業式

## 部活動
- フィールドゲーム部（軟式野球・サッカー）
- 陸上競技部
- 卓球部
- ソフトテニス部
- ホッケー部
- 女子バスケットボール部
- バドミントン部
- バレーボール部
- 吹奏楽部
- 合唱部
- 軽音楽部
- 華道部
- 茶道部
- 箏曲部
- 美術部
- 書道部
- 科学部
- 家庭部
- 演劇部
- 自然研究同好会
- 漫画研究同好会
- ダンス同好会

## 著名な出身者
- 上杉香緒里（演歌歌手）